# Area di conservazione di Ngorongoro
L'area di conservazione di Ngorongoro è un'area naturale protetta della Tanzania che si estende nella zona della caldera di Ngorongoro situata nella pianura di Serengeti, a nord-ovest della città di Arusha e ad est del parco del Serengeti, con il quale forma un territorio ininterrotto.
L'area attorno al cratere costituisce la riserva naturale di Ngorongoro.

## Il cratere
Il cratere di Ngorongoro si trova a 2.200 metri sul livello del mare, misura oltre 16 chilometri di diametro e occupa un'area di circa 265 chilometri quadrati. Si tratta della più grande caldera intatta del mondo. Sulla corona del cratere corre un'unica strada, sul versante meridionale. Quattro strade collegano la corona con l'interno del cratere; la discesa richiede circa 30 minuti in fuoristrada.

## La riserva naturale

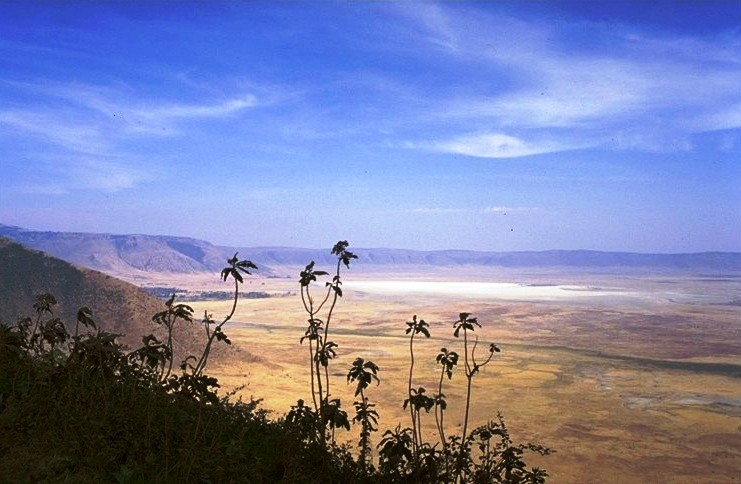

Il cratere appartiene all'area più estesa (circa 8300 chilometri quadrati) della riserva naturale di Ngorongoro (Ngorongoro Conservation Area, o NCA). La NCA viene amministrata dalla Ngorongoro Conservation Area Authority, un organismo indipendente dal sistema dei parchi nazionali della Tanzania che amministra l'area in modo diverso; per esempio, all'interno dell'NCA la popolazione dei masai può vivere e spostarsi liberamente (cosa che non avviene in nessun altro parco della Tanzania).
Oltre al cratere omonimo, la riserva di Ngorongoro include due altri crateri minori, Olmoti ed Empakaai, nonché l'importantissimo sito archeologico delle gole dell'Olduvai, conosciute come culla dell'umanità. Qui furono rinvenuti resti di uomini primitivi risalenti a circa 1.75 milioni di anni fa e svariati fossili di animali dell'età della pietra.
L'intera area della NCA è stata dichiarata patrimonio dell'umanità dall'UNESCO.

## Territorio

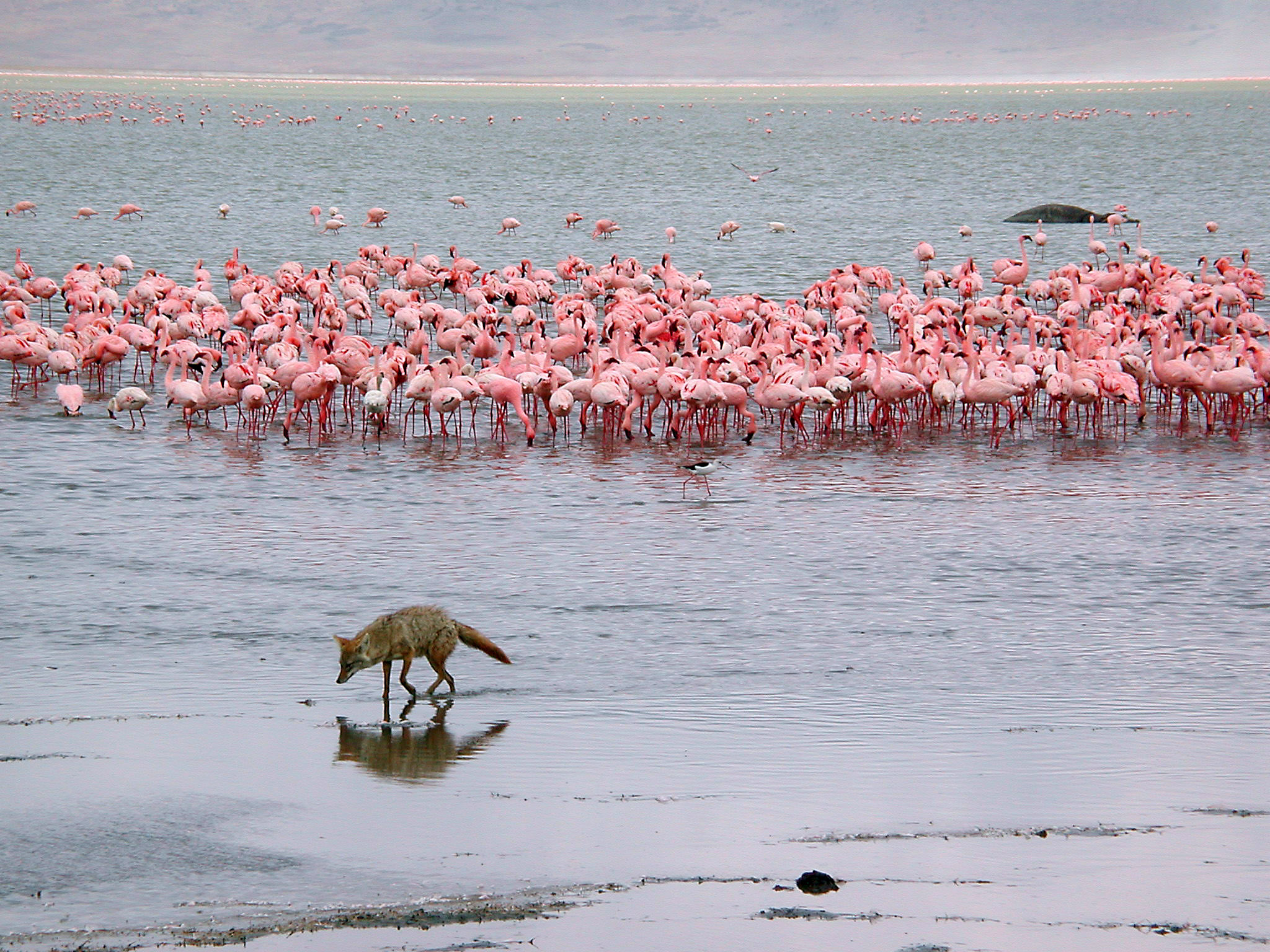
Lago con fenicotteri

Grazie alla buona piovosità, agli stagni e ai piccoli laghi e torrenti interni, alla nebbia notturna che circonda e alimenta le foreste dei pendii del vecchio vulcano, la zona è divenuta un vero e proprio ecosistema.
La savana occupa la parte più interna del cratere, alternandosi a tratti di palude, a macchie di acacia e a zone aride semi-desertiche; al centro del cratere si trova un lago.

## Fauna

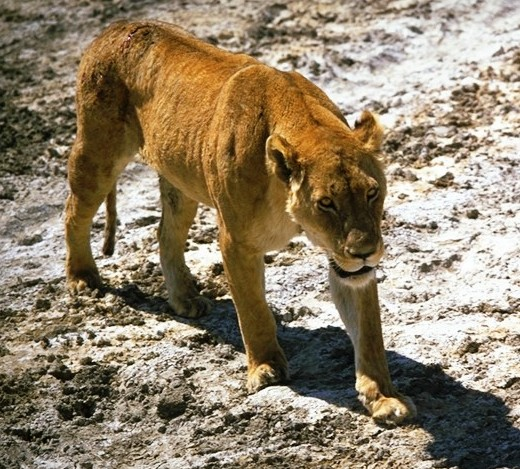
Leonessa

Nel cratere la concentrazione di fauna è impressionante: si calcola che è abitato da oltre 25000 animali di grossa taglia. L'immagine più tipica è probabilmente quella degli enormi branchi di zebre e gnu, ma nel cratere abitano molte altre specie tipiche della savana: elefanti, leoni (un centinaio, è la popolazione a maggiore densità di tutta l'Africa), bufali, iene, sciacalli, ippopotami, babbuini, ghepardi, nonché alcune piuttosto rare come i rinoceronti neri, ultimi superstiti di una specie che nel resto della Tanzania è sull'orlo dell'estinzione, e i leopardi, che vivono sugli alberi della foresta pluviale che ricopre i pendii del cratere. 

Innumerevoli le specie di uccelli attratte dalla riserva, i cui numerosi specchi d'acqua richiamano la fauna migratrice; meritano una segnalazione particolare i fenicotteri, che qui costituiscono una delle colonie più numerose di tutta l'Africa.
Assenti invece le giraffe e gli impala.
Le locali tribù masai hanno il diritto di pascolo in questa zona e può capitare di incontrarle con il loro bestiame.

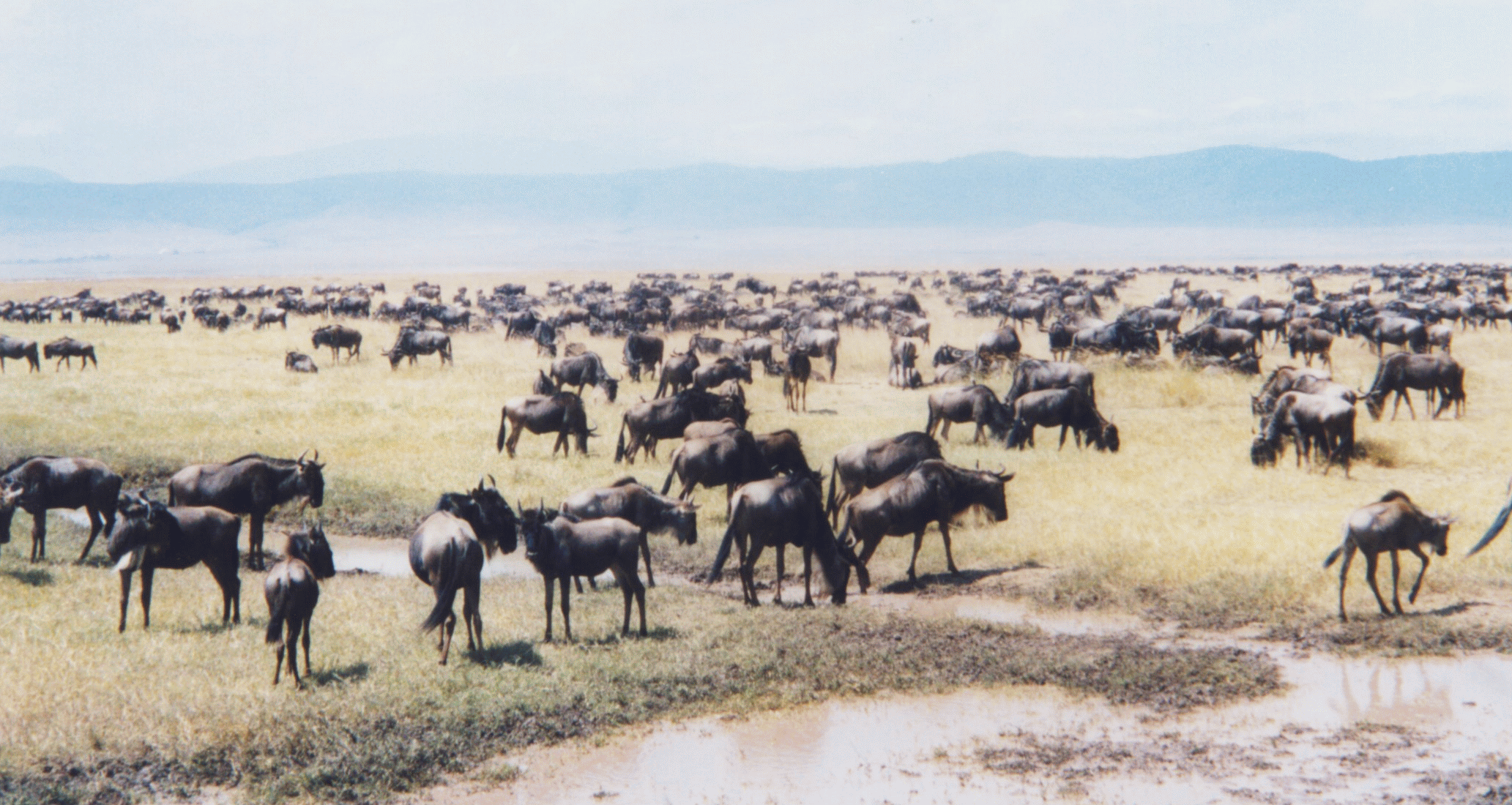
Gnu
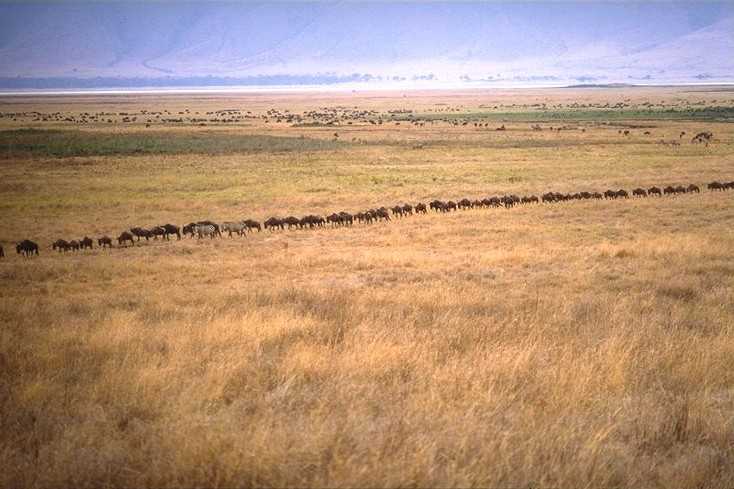
Gnu
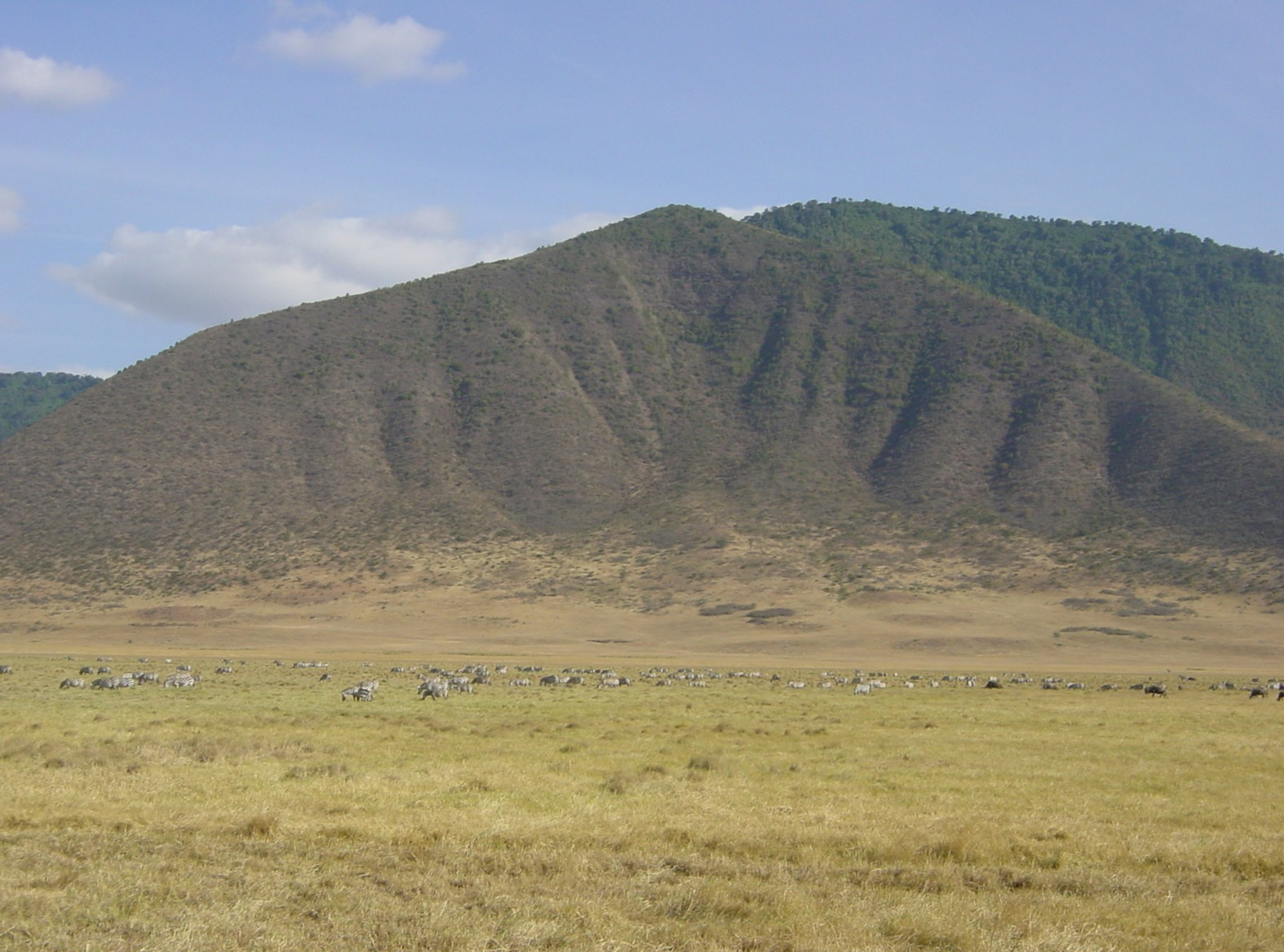
Gnu e zebre
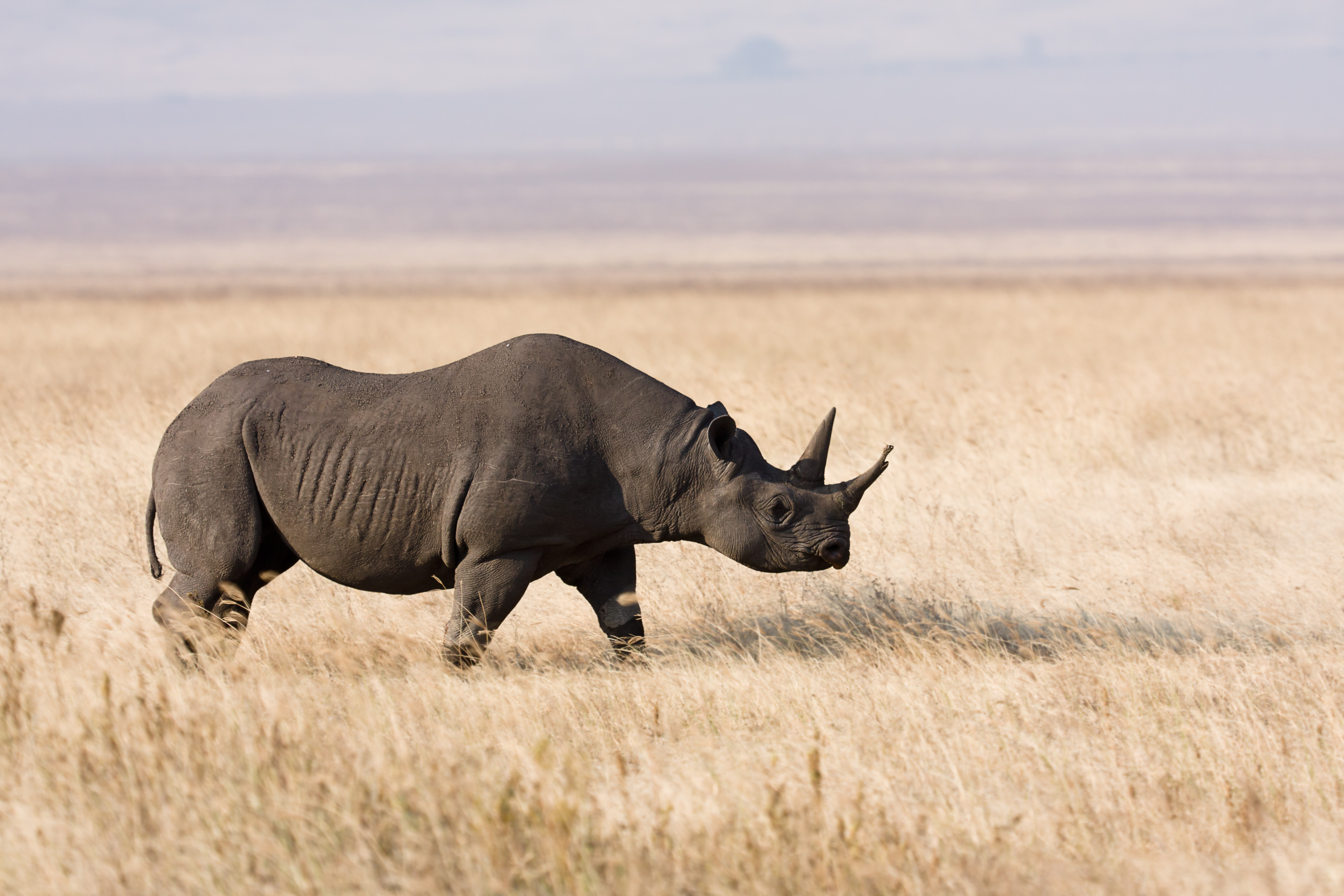
Rinoceronte nero
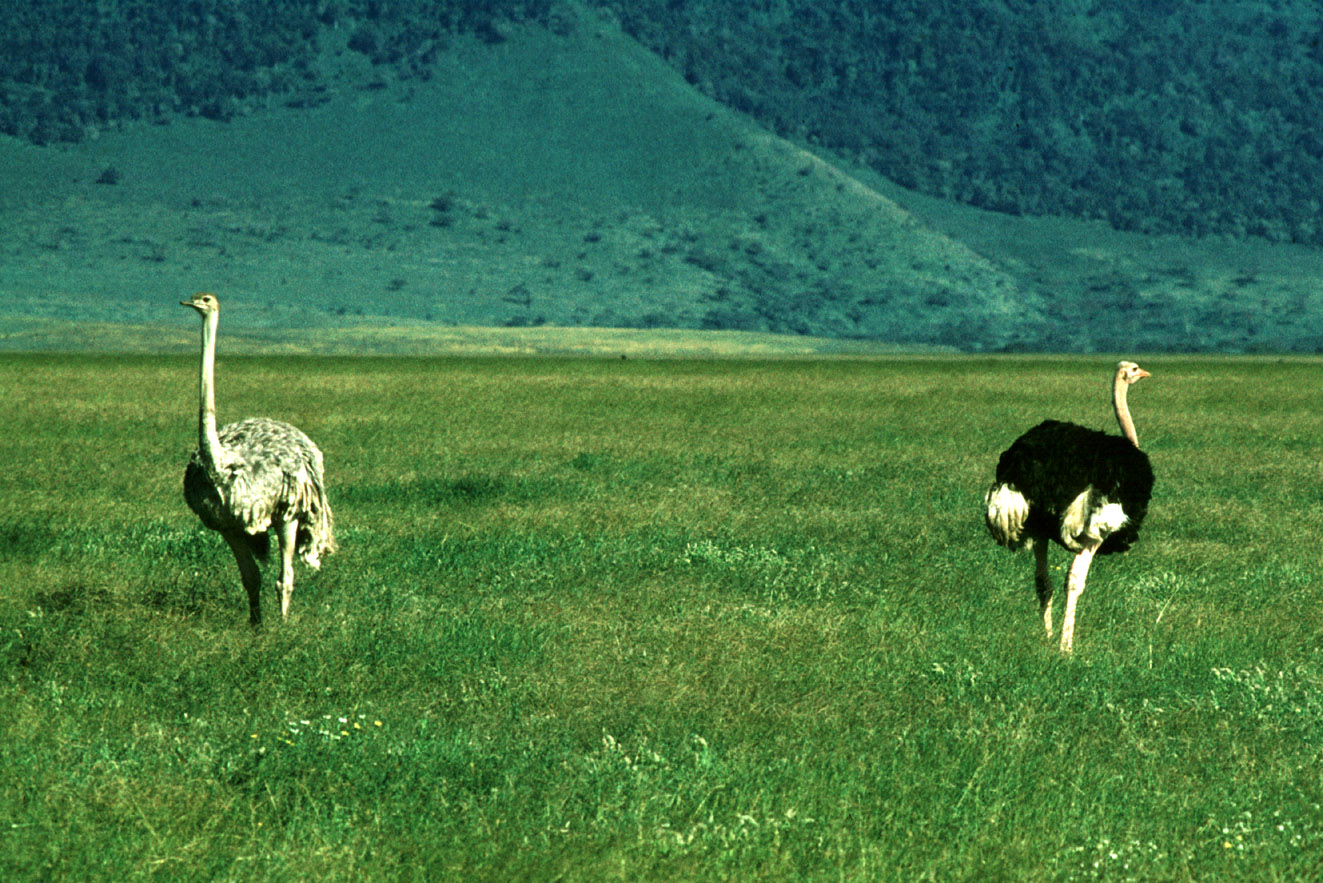
Struzzi
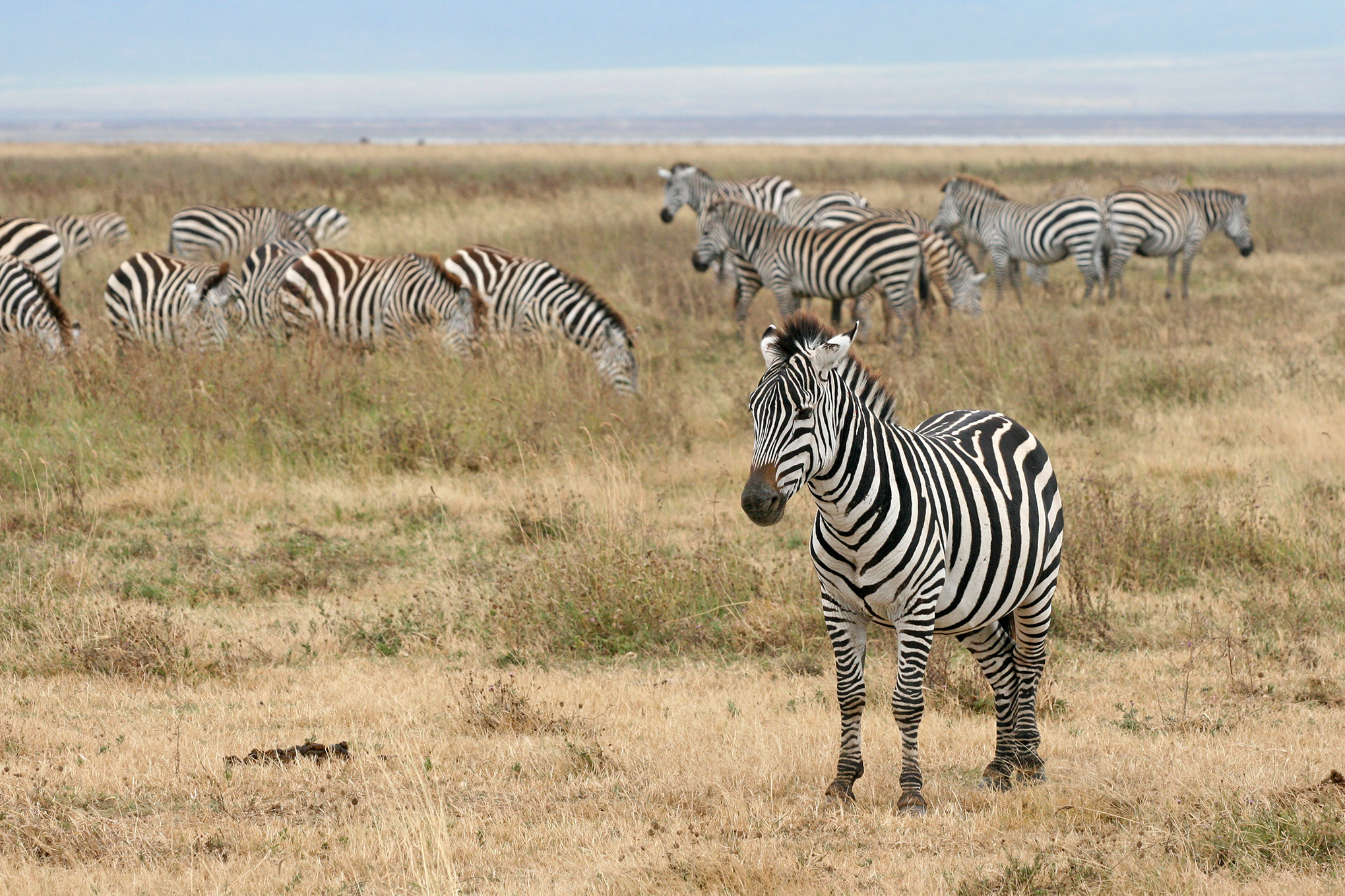
Zebre
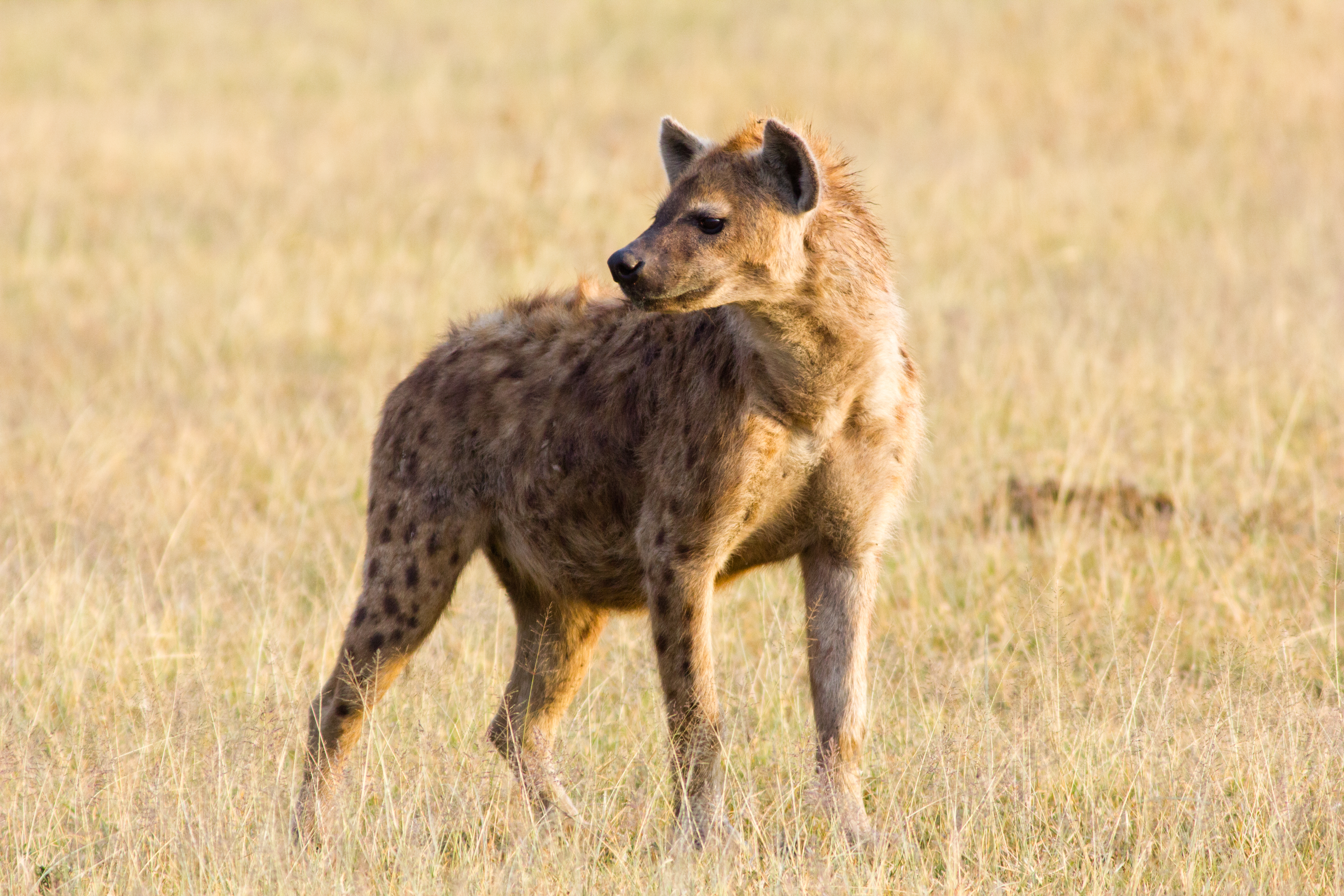
Iena maculata

## Strutture ricettive
Sui bordi del cratere ci sono numerosi lodge (Ngorongoro Wildlife Lodge, Ngorongoro Sopa Lodge and Ngorongoro Serena) e anche un campo tendato (Simba).